# Jörg Hähnel

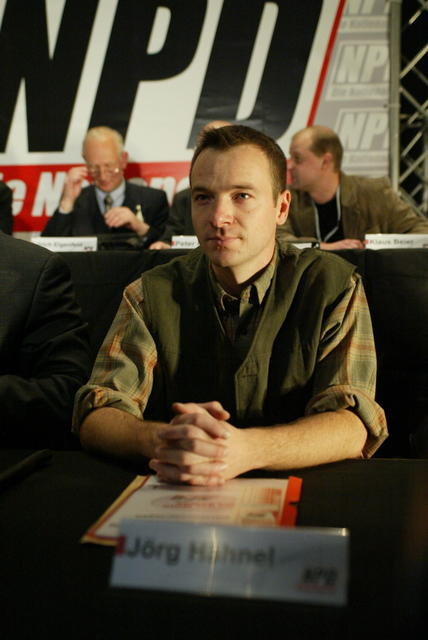
Jörg Hähnel beim NPD-Bundesparteitag 2006

Jörg Hähnel (* 17. Juni 1975 in Frankfurt (Oder)) ist ein deutscher Neonazi und Politiker der rechtsextremen Partei Die Heimat (ehemals NPD). Außerdem tritt er als Liedermacher mit rechtsextremen Texten auf. Er war Landesvorsitzender der Berliner NPD.

## NPD/JN-Funktionär
Der gelernte Landschaftsgärtner Jörg Hähnel trat erstmals im Ordnerdienst der Jungen Nationaldemokraten in Frankfurt an der Oder in Erscheinung und organisierte 1996 den Bundeskongress der JN in Leipzig mit. 1997 wurde er zum Vorsitzenden des JN-Verbandes Berlin-Brandenburg und in den JN-Bundesvorstand gewählt. Zur Bundestagswahl 1998 stand er auf Platz 1 der NPD-Landesliste in Brandenburg. Im selben Jahr wurde er in die Stadtverordnetenversammlung von Frankfurt an der Oder gewählt. Mit der Gründung eines NPD-Stadtverbandes in Strausberg wurde Hähnel Bezirksvorsitzender. Zur Landtagswahl in Brandenburg 1999 stand er auf Platz 3 der NPD-Landesliste. Ab dem Jahr 2000 war Hähnel Mitglied im NPD-Bundesvorstand und leitete u. a. das „Referat Neue Medien“. Ihm oblag die Betreuung der Internetseiten der Partei und die Gestaltung der Wahlwerbespots im Fernsehen und Hörfunk sowie von Plakaten, Flugblättern und Broschüren.
2001 verzog Hähnel nach Berlin und wurde auch hier für die NPD im Kreisverband Nord (Pankow) tätig, u. a. als Kreisvorsitzender und Verantwortlicher für die Wahlkampfaufkleber der NPD Berlin-Pankow. Sowohl bei der Europawahl 2004 als auch bei der Bundestagswahl 2005 trat er als Kandidat der NPD an. Außer für die NPD ist Hähnel für die Heimattreue Deutsche Jugend (HDJ) und die „Vereinten Nationalisten Nordost“ (VNNO) aktiv. Hähnel studiert an der Universität der Künste Gesellschafts- und Wirtschaftskommunikation. Er ist mit Stella Hähnel (geborene Palau), der Pressesprecherin des Rings Nationaler Frauen (RNF) verheiratet. Beide wohnen heute in der Gemeinde Am Mellensee in Brandenburg. Auf einem von der Medienöffentlichkeit weitgehend abgeschnittenen „Notparteitag“ im Hof der Bundeszentrale wurde Hähnel im Juni 2008 zum Landesvorsitzenden der Berliner NPD gewählt und war damit Nachfolger von Eckart Bräuniger. Im Februar 2010 wurde Hähnel als Landesvorsitzender abgelöst. Sein Nachfolger ist Uwe Meenen.

## Abgeordneter
Bei der Wahl zu den Bezirksverordnetenversammlungen (BVV) am 17. September 2006 in Berlin wurde Hähnel als Bezirksverordneter in Berlin-Lichtenberg gewählt und bildete mit zwei anderen Abgeordneten die NPD-Fraktion. Die NPD erzielte 5,9 % der Stimmen. Nach den Verlusten der NPD in der BVV-Wahl 2011 musste Hähnel sein Mandat abgeben.
Für einen Eklat sorgte Hähnel auf der Sitzung der BVV am 25. Januar 2007, in der er die NS-Justiz und namentlich die Hinrichtung des Widerstandskämpfers Erwin Nöldner verteidigte und so „offen seine Sympathie für den Nationalsozialismus und die damalige Ermordung politischer Gegner“ zeigte.
Einen weiteren Eklat verursachte Hähnel Anfang Mai 2007 in Schwerin. Als er den Landtag von Mecklenburg-Vorpommern betreten wollte, fanden die Sicherheitsbeamten einen 40 cm langen Teleskopschlagstock bei ihm. Da Waffen im Landtag verboten sind, wurde ihm der Schlagstock abgenommen. Hähnel begründete das Mitführen der Schlagwaffe damit, dass er diesen aus „Selbstschutzgründen“ immer bei sich trage und „aus Versehen“ vor dem Betreten des Landtags vergessen habe, das Schlagwerkzeug im Auto zu deponieren.
Eine weitere Provokation verursachte Jörg Hähnel am 13. Dezember 2007 in der Sitzung der BVV Lichtenberg. Hähnel hatte in seiner Rede zur Begründung des Antrages der NPD „Waldemar-Pabst-Platz als Zeichen der wahren Demokratie“ öffentlich die Tötung von Rosa Luxemburg und Karl Liebknecht gebilligt. Vor und während der Rede kam es zu lautstarken und sichtbaren Protesten der überwiegenden Mehrheit der anwesenden BVV-Mitglieder und der meisten Gäste. Unter anderem verließ die SPD-Fraktion den Ratssaal. Am 14. Januar 2008 gab das Bezirksamt Lichtenberg bekannt, dass die Lichtenberger Bezirksstadträtin für Kultur und Bürgerdienste, Katrin Framke, beim Polizeipräsidenten von Berlin Strafanzeige gegen Hähnel wegen der öffentlichen Billigung der Tötung von Rosa Luxemburg und Karl Liebknecht gemäß § 140 Nr. 2 StGB (Belohnung und Billigung von Straftaten), wegen Verunglimpfung des Andenkens von Anton Saefkow, von den Nazis ermordeter aktiver Widerstandskämpfer gegen das NS-Regime, gemäß § 189 (Verunglimpfung des Andenkens Verstorbener) und vorsorglich wegen anderer in Betracht kommender Straftatbestände erstattete. Am 24. Oktober 2008 wurde er diesbezüglich vom Amtsgericht Tiergarten wegen Billigung von Straftaten schuldig gesprochen und zu einer Geldstrafe in Höhe von 150 Tagessätzen à 30 Euro verurteilt. Gegen das Urteil ging Hähnel in Berufung. Nach den Verhandlungen am 17. Juni und am 3. Juli 2009 verwarf das Landgericht Berlin die Berufung mit der Maßgabe, den Angeklagten zu einer Geldstrafe in Höhe von 150 Tagessätzen zu je 20,-- Euro zu verurteilen.
Vor der Bundestagswahl 2009 ließ Jörg Hähnel rassistische und provokante Briefe an 22 Politiker mit Migrationshintergrund aus Berliner Bezirksverordnetenversammlungen verschicken. Darin fordert er sie in Form einer „Bekanntmachung über die geordnete Durchführung der Heimreise von Personen mit Migrationshintergrund in ihre Heimatländer“ auf, das Land zu verlassen. Zudem hatte Hähnel 2009 auf der NPD-Homepage einen Plan zur Ausländerrückführung veröffentlicht. Wegen Volksverhetzung wurde er 2010 vom Berliner Amtsgericht Tiergarten gegen Zahlung einer Geldbuße zu zehn Monaten Haft auf Bewährung verurteilt. Das Urteil wurde 2012 vom Berliner Kammergericht aufgehoben und Hähnel freigesprochen.

## Rechtsextremer Liedermacher
Neben seiner politischen Tätigkeit beteiligt sich Jörg Hähnel auch als „nationaler Liedermacher“ an rechtsextremen Saalveranstaltungen, Kundgebungen und Demonstrationen wie beispielsweise Bundesparteitagen der JN/NPD, dem Pressefest der Deutschen Stimme, Gedenkkonzerten für ehemalige SS-Angehörige oder den Demonstrationen der NPD am 1. Mai 2002, 2003 und 2008.

## Veröffentlichungen
Seine erste CD „Da heißt es stehn ganz unverzagt. Lieder in klangloser Zeit“ erschien 1997 im rechtsextremen „Deutsche Stimme Versand“, die zweite „Lichtverwandte Zeit“ 2007 im Eigenverlag.